# غلين راند
غلين راند (بالإنجليزية: Glenn Martin Rand)‏ هو مصور أمريكي، ولد في 1944.